# Alarm bei der Berliner Feuerwehr
Alarm bei der Berliner Feuerwehr je německý němý film z roku 1896. Režisérem je Max Skladanowsky (1863–1939). V Deutsche Kinemathek se nachází 35 mm kopie.

## Děj
Film zachycuje požární sbor v berlínské ulici Linienstraße, poblíž Oranienburgerské brány, kde se otevírají brány a ručně se vytahují vozidla s vodou. Taktéž koně jsou přiváženi a využíváni stojícími hasiči.